# Ka'ibah
Ka'ibah (tiếng Ả Rập: كعيبة, đã Latinh hoá: Ka‘ībah) cũng đánh vần Kaeebeh, là một ngôi làng ở phía bắc tỉnh Aleppo, tây bắc Syria. Nằm ở rìa phía đông của đồng bằng Queiq, nơi bắt đầu dãy núi Aqil, nó nằm giữa Akhtarin và al-Rai, khoảng 40 kilômét (25 mi) phía đông bắc thành phố Aleppo và 9 km (5,6 mi)     phía nam biên giới với tỉnh Kilis của Thổ Nhĩ Kỳ. Về mặt hành chính, ngôi làng thuộc về Nahiya Akhtarin ở quận A'zaz. Các địa phương lân cận bao gồm Ghurur 4 km (2,5 mi)     về phía tây và al-Burj 4 km (2,5 mi) về phía đông nam, ở phía bắc dãy núi Aqil. Trong cuộc điều tra dân số năm 2004, Ka'ibah có dân số 572.